# Berger Bach (Isel)
Der Berger Bach, auch Bergerbach, ist ein Bach in der Gemeinde Virgen (Bezirk Lienz). Er entspringt am Berger Kogel und mündet nördlich von Welzelach in die Isel.

## Verlauf
Der Berger Bach entspringt an den Ostflanken des Berger Kogels. Den Ursprung bilden dabei mehrere kurze Quellbäche, die unter anderem in den Wiesenflächen der Kogelmähder entstehen. Nach der Vereinigung der Quellbäche fließt der Berger Bach nach Nordwesten westseitig an der Marcher Alm und unterhalb der nordseitig gelegenen Berger Alm vorbei. In einer Kurve nach Westen passiert der Berger Bach die nord- bzw. südseitig gelegenen Weiler Berg und March und mündet danach rechtsseitig in die Isel. Die Ufer des Berger Baches sind dabei praktisch durchgehend bewaldet. Auch die angrenzenden Flächen sind mit Ausnahme landwirtschaftlicher Flächen südlich von Berg mit Wald bestockt. Mit Ausnahme der Straße, die von Welzelach nach March führt und den Bach zwei Mal quert, bestehen keine Verkehrswege im Umkreis des Gewässers.